# Lüders (Familienname)
Lüders ist ein deutscher Familienname.

## Namensträger
- Adolph Friedrich Lüders (1791–1831), deutsch-dänischer Mediziner
- Alexander Nikolajewitsch von Lüders (1790–1874), russischer General
- August Lüders (1856–?), preußischer Hof-/Mühlenbesitzer und Politiker, Abgeordneter des Preußischen Abgeordnetenhauses
- Carl Christian Lüders (Karl Christian Lüders; 1834–1923), Wirklicher Geheimer Oberregierungsrat und Sachbuchautor
- Carl-Heinz Lüders (1913–2006), deutscher Diplomat
- Carl-Wilhelm Lüders, deutscher Lithograf und Drucker
- Christine Lüders (* 1953), deutsche Managerin und Pädagogin
- Dieter Lüders (Klaus-Dieter Lüders; * 1956), deutscher Fußballspieler
- Else Lüders (Frauenrechtlerin) (1872–1948), deutsche Frauenrechtlerin und Politikerin (CDU)
- Else Lüders (Indologin) (1880–1945), deutsche Indologin
- Else Lüders (Schauspielerin) (1879–1956), deutsche Schauspielerin
- Erwin Lüders (1832–1909), deutscher Ingenieur und Politiker, MdR
- Friedrich Lüders (1813–1904), deutschamerikanischer Naturforscher
- Gerhard Lüders (1666–1723), deutscher Kaufmann und Ratsherr der Hansestadt Lübeck
- Gerhart Lüders (1920–1995), deutscher Physiker
- Günther Lüders (1905–1975), deutscher Schauspieler
- Hans Lüders (Münzmeister) († 1716), deutscher Münzmeister
- Hans Lüders (Diplomat) (1910–1985), deutscher Diplomat, Handelspolitiker, SS-Offizier im RSHA
- Hans Lüders (Komponist, I) (* vor 1949), deutscher Komponist, Akkordeonist, Arrangeur und Autor
- Hans Heinrich Lüders (1677–um 1740), deutscher Organist und Komponist
- Hans O. Lüders (Hans Otto Lüders, auch Hans Luders), Neurologe und Hochschullehrer
- Heinrich Lüders (Politiker) (1832–1899), deutscher Jurist und Politiker
- Heinrich Lüders (Orientalist) (1869–1943), deutscher Orientalist und Indologe
- Hermann Lüders (Münzmeister) (1630–1692), deutscher Goldschmied und Münzmeister in Bremen und Hamburg
- Hermann Lüders (Illustrator) (1836–1908), deutscher Maler, Zeichner und Illustrator
- Jo Lüders (1939–2000), deutscher Radiopionier
- Johann Lüders (Jurist) (1592–1633), deutscher Jurist und Hochschullehrer
- Johann Christoph Lüders (1803–1872), deutscher Industrieller und Kommunalpolitiker
- Johann Franz Lüders (1695–1760), deutscher Hof-Maler
- Justus Lüders (um 1656–1708), deutscher evangelischer Theologe und Generalsuperintendent
- Karsten Lüders (* 1957), deutscher Fußballspieler
- Kathy Lueders, US-amerikanische Ingenieurin und Managerin
- Klaus Lüders (* 1936), deutscher Physiker
- Ludwig Lüders (1822–1908), Lehrer und Erfinder
- Manfred Lüders (* 1958), deutscher Pädagoge
- Marc Lüders (* 1963), deutscher Künstler
- Marie-Elisabeth Lüders (1878–1966), deutsche Politikerin (DDP, FDP) und Frauenrechtlerin
- Matthias Lüders (1970–1993), deutsches Opfer rechtsextremer Gewalt, siehe Todesopfer rechtsextremer Gewalt in der Bundesrepublik Deutschland
- Michael Lüders (* 1959), deutscher Politologe, Islamwissenschaftler und Autor
- Nadja Lüders (* 1970), deutsche Rechtsanwältin und Politikerin (SPD)
- Niels-Olaf Lüders (* 1966), deutscher Anwalt und Politiker (BSW, Die Linke), MdL Brandenburg
- Otto Lüders (1844–1912), deutscher Klassischer Archäologe
- Philipp Ernst Lüders (1702–1786), deutscher Propst, Pädagoge und Landwirtschaftsreformer
- Pierre Lueders (* 1970), kanadischer Bobfahrer
- Rolf Lüders (* 1935), chilenischer Wirtschaftswissenschaftler, Unternehmer, Wissenschaftler, Politiker und Staatsminister der Militärdiktatur von Augusto Pinochet
- Walther Lüders (1896–nach 1945), deutscher Widerstandskämpfer gegen den Nationalsozialismus
- Werner Lüders (* 1953), deutscher Flottillenadmiral
- Wilhelm Lüders (1838–1917), deutscher Jurist